# UCI ProSeries 2020
Navigation
Édition suivante
L'UCI ProSeries 2020 est la première édition de l'UCI ProSeries, le deuxième niveau de compétition dans l'ordre d'importance du cyclisme sur route masculin après l'UCI World Tour. Cette division, gérée par  l'Union cycliste internationale, est composée de 26 compétitions organisées du 26 janvier au 14 octobre 2020 en Europe, aux Amériques et en Asie.

## Équipes
Les équipes qui peuvent participer aux différentes courses dépendent de leur licence.
| Catégorie                 | Équipes |
| ------------------------- | --- |
| 1.Pro (Course d'un jour)  | * UCI WorldTeam (max 70 %) * UCI ProTeam * Équipe continentale du pays * Équipe continentale étrangère (max 2) * Sélection nationale du pays organisateur |
| 2.Pro (Course par étapes) | * UCI WorldTeam (max 70 %) * UCI ProTeam * Équipe continentale du pays * Équipe continentale étrangère (max 2) * Sélection nationale du pays organisateur |

## Courses
Cette édition comprend 26 courses dont 17 courses d'un jour (1.Pro) et 9 courses par étapes (2.Pro). Il y a 24 épreuves en Europe, 1 en Asie et 1 aux Amériques. Les épreuves ont été sélectionnées sur dossier parmi les épreuves classées en 2019 en Hors catégorie, en classe 1 et les nouvelles courses stratégiques (pays émergents). Le Tour de Turquie qui a été rétrogradé du World Tour est également intégré au calendrier.
En décembre 2019, le Tour de Norvège, prévu du 28 mai au 2 juin, est annulé pour des raisons financières. Trois mois plus tard, il est finalement au programme pour compenser l'arrêt de la manche de Stavanger des Hammer Series.  En janvier 2020, c'est le Tour d'Oman qui est annulé en raison de la mort du sultan d'Oman Qabus ibn Saïd qui entraîne un deuil national de 40 jours. Fin janvier, c'est le Tour de Hainan qui est annulé en raison de la pandémie de coronavirus. Par la suite de nombreuses courses sont également annulées en raison de la pandémie. Le 19 mai 2020, l'UCI met en place un nouveau calendrier portant le total à 28 courses, au lieu des 56 prévues au début de la saison,. D'autres courses sont néanmoins annulées par la suite, comme la Japan Cup et le Grand Prix de Fourmies.

## Calendrier des épreuves
| Date                      | Course                            | Pays       | Classe | Vainqueur          | Équipe                |
| ------------------------- | --------------------------------- | ---------- | ------ | ------------------ | --------------------- |
| 26 janvier - 2 février    | Tour de San Juan                  | Argentine  | 2.Pro  | Remco Evenepoel    | Deceuninck-Quick Step |
| 5-9 février               | Tour de la Communauté valencienne | Espagne    | 2.Pro  | Tadej Pogačar      | UAE Emirates          |
| 7-14 février              | Tour de Langkawi                  | Malaisie   | 2.Pro  | Danilo Celano      | Sapura                |
| 13-16 février             | Tour de La Provence               | France     | 2.Pro  | Nairo Quintana     | Arkéa-Samsic          |
| 16 février                | Clásica de Almería                | Espagne    | 1.Pro  | Pascal Ackermann   | Bora-Hansgrohe        |
| 16 février                | Trofeo Laigueglia                 | Italie     | 1.Pro  | Giulio Ciccone     | Italie                |
| 19-23 février             | Tour de l'Algarve                 | Portugal   | 2.Pro  | Remco Evenepoel    | Deceuninck-Quick Step |
| 19-23 février             | Tour d'Andalousie                 | Espagne    | 2.Pro  | Jakob Fuglsang     | Astana                |
| 29 février                | Faun-Ardèche Classic              | France     | 1.Pro  | Rémi Cavagna       | Deceuninck-Quick Step |
| 1 mars                    | Royal Bernard Drôme Classic       | France     | 1.Pro  | Simon Clarke       | EF Pro Cycling        |
| 1 mars                    | Kuurne-Bruxelles-Kuurne           | Belgique   | 1.Pro  | Kasper Asgreen     | Deceuninck-Quick Step |
| Pause à cause du covid-19 |                                   |            |        |                    |                       |
| 28 juillet - 1 août       | Tour de Burgos                    | Espagne    | 2.Pro  | Remco Evenepoel    | Deceuninck-Quick Step |
| 3 août                    | Gran Trittico Lombardo            | Italie     | 1.Pro  | Gorka Izagirre     | Astana                |
| 5 août                    | Milan-Turin                       | Italie     | 1.Pro  | Arnaud Démare      | Groupama-FDJ          |
| 12 août                   | Gran Piemonte                     | Italie     | 1.Pro  | George Bennett     | Jumbo-Visma           |
| 15 août                   | À travers le Hageland             | Belgique   | 1.Pro  | Jonas Rickaert     | Alpecin-Fenix         |
| 16-19 août                | Tour de Wallonie                  | Belgique   | 2.Pro  | Arnaud Démare      | Groupama-FDJ          |
| 18 août                   | Tour d'Émilie                     | Italie     | 1.Pro  | Aleksandr Vlasov   | Astana                |
| 30 août                   | Brussels Cycling Classic          | Belgique   | 1.Pro  | Tim Merlier        | Alpecin-Fenix         |
| 15-19 septembre           | Tour de Luxembourg                | Luxembourg | 2.Pro  | Diego Ulissi       | UAE Emirates          |
| 17 septembre              | Coppa Sabatini-GP de Peccioli     | Italie     | 1.Pro  | Dion Smith         | Mitchelton-Scott      |
| 7 octobre                 | Flèche brabançonne                | Belgique   | 1.Pro  | Julian Alaphilippe | Deceuninck-Quick Step |
| 11 octobre                | Paris-Tours                       | France     | 1.Pro  | Casper Pedersen    | Sunweb                |
| 14 octobre                | Grand Prix de l'Escaut            | Belgique   | 1.Pro  | Caleb Ewan         | Lotto-Soudal          |

### Courses annulées
| Date                | Nom de l'épreuve                                        | Pays        | Cat   |
| ------------------- | ------------------------------------------------------- | ----------- | ----- |
| 11-16 février       | Tour d'Oman                                             | Oman        | 2.Pro |
| 23 février-1er mars | Tour de Hainan                                          | Chine       | 2.Pro |
| 8 mars              | Grand Prix de l'industrie et de l'artisanat de Larciano | Italie      | 1.Pro |
| 18 mars             | Danilith Nokere Koerse                                  | Belgique    | 1.Pro |
| 19 mars             | Grand Prix de Denain-Porte du Hainaut                   | France      | 1.Pro |
| 20 mars             | Bredene Koksijde Classic                                | Belgique    | 1.Pro |
| 4 avril             | Grand Prix Miguel Indurain                              | Espagne     | 1.Pro |
| 12-19 avril         | Tour de Turquie                                         | Turquie     | 2.Pro |
| 19 avril            | Tro Bro Leon                                            | France      | 1.Pro |
| 20-24 avril         | Tour des Alpes                                          | Italie      | 2.Pro |
| 30-3 avril          | Tour de Yorkshire                                       | Royaume-Uni | 2.Pro |
| 5-10 mai            | Quatre Jours de Dunkerque                               | France      | 2.Pro |
| 16 mai              | Grand Prix de Plumelec-Morbihan                         | France      | 1.Pro |
| 21-24 mai           | Tour de Norvège                                         | Norvège     | 2.Pro |
| 28-31 mai           | Boucles de la Mayenne                                   | France      | 2.Pro |
| 3-7 juin            | ZLM Tour                                                | Pays-Bas    | 2.Pro |
| 10-14 juin          | Tour de Belgique                                        | Belgique    | 2.Pro |
| 10-14 juin          | Tour de Slovénie                                        | Slovénie    | 2.Pro |
| 27-3 juin           | Tour d'Autriche                                         | Autriche    | 2.Pro |
| 26-2 juillet        | Tour du lac Qinghai                                     | Chine       | 2.Pro |
| 3-9 août            | Tour de l'Utah                                          | États-Unis  | 2.Pro |
| 6-9 août            | Arctic Race of Norway                                   | Norvège     | 2.Pro |
| 20-23 août          | Tour d'Allemagne                                        | Allemagne   | 2.Pro |
| 1er-5 septembre     | Tour du Danemark                                        | Danemark    | 2.Pro |
| 6 septembre         | Maryland Cycling Classic                                | États-Unis  | 1.Pro |
| 6-13 septembre      | Tour de Grande-Bretagne                                 | Royaume-Uni | 2.Pro |
| 12 septembre        | Tour de l'Eurométropole                                 | Belgique    | 1.Pro |
| 13 septembre        | Grand Prix de Fourmies                                  | France      | 1.Pro |
| 16 septembre        | Grand Prix de Wallonie                                  | Belgique    | 1.Pro |
| 19 septembre        | Primus Classic                                          | Belgique    | 1.Pro |
| 1er octobre         | Coppa Bernocchi-GP BPM                                  | Italie      | 1.Pro |
| 3 octobre           | Tour de Münster                                         | Allemagne   | 1.Pro |
| 8 octobre           | Trois vallées varésines                                 | Italie      | 1.Pro |
| 18 octobre          | Japan Cup Cycle Road Race                               | Japon       | 1.Pro |